# فينازوبيريدين
فينازوبيريدين (بالإنجليزية: Phenazopyridine)‏ هو علاج له تأثير مسكّن على الغشاء المخاطي للجهاز البولي يسوق تحت أسماء تجارية كثيرة منها يوريسبت URISEPT وبيرديوم Pyridium

## آلية عمل
```
إن آلية عمل فينازوبيريدين غير معروفة لكنه يعمل 
كمخدر موضعي
 على مخاطية المسالك البولية.
```

## الاستعمال
إن الفينازوبيريدين له تأثير مسكن على الغشاء المخاطي للجهاز البولي، ولذلك يستعمل لإزالة الألم المصاحبة للحرقان في الجهاز البولي.

## الآثار الجانبية
الآثار الجانبية قليلة الظهور في الجرعات الاعتيادية، ولكن تظهر بعض الآثار الجانبية مثل 
- الصداع.
- ألم في البطن.